# Psilocybe pegleriana
Psilocybe pegleriana es una especie de hongo alucinógeno de la familia Hymenogastraceae. Etimológicamente, psilocybe viene del griego psilós, que significa liso, desnudo, calvo, y kýbe, que significa cabeza, píleo, es decir significa “por carecer de ornamentación en el píleo” (aunque no sucede así en todas las especies del género).

## Clasificación y descripción de la especie
Macroscópicamente tiene el píleo convexo, de color café-anaranjado, de 1.5 cm de diámetro, víscido, con láminas adheridas, de color café-rojizo obscuro, con los bordes claros y el estípite blanquecino arriba a de color paja o café-rojizo hacia abajo, con anillo membranoso. Microscópicamente: esporas de (9-) 9.5-10.5 x 6.5-7 x (5-) 5.5-6 µm, subhexagonales o subrómbicas, de pared gruesa, de hasta 1 µm de grosor, de color café-amarillento. Queilocistidios de (22-) 24-28 (-31) x (5-) 6-10 µm, hialinos, sublageniformes, con el cuello corto y ancho. Pleurocistidios ausentes.

## Distribución de la especie
Es poco lo que se conoce acerca de la distribución de esta especie, en México se ha colectado solo en Jalisco y Veracruz.

## Ambiente terrestre
Esta especie se desarrolla sobre materia orgánica en descomposición.

## Estado de conservación
Se conoce muy poco de la biología y hábitos de los hongos, por eso la mayoría de ellos no se han evaluado para conocer su estatus de riesgo (Norma Oficial Mexicana 059).

## Importancia cultural
Este hongo es alucinógeno.